# 日本のジャズ
日本のジャズとは日本人ミュージシャンによって演奏されるジャズで、日本や日本の文化につながりのあるものである。その言葉は日本のジャズの歴史に関して使われることが多く、一部の推定によると日本は世界中のジャズファンの中で最も大きな割合を占めている。アメリカにおいて日本文化とジャズを融合する試みは一般的に、アジアンアメリカンジャズと呼ばれる。

## 日本のジャズの歴史

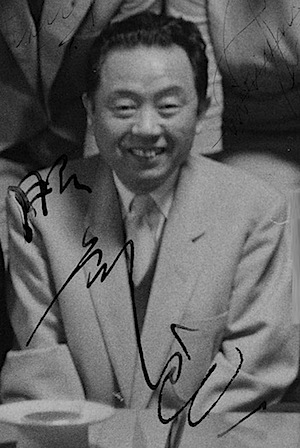
服部良一

日本の初期のジャズは、アメリカ人のジャズバンドとフィリピン人のジャズバンドによる日本での海外公演によって一般化した。フィリピン人はアメリカ占領軍を通じてフィリピンでジャズという音楽になじんでいた。ハタノ・オーケストラがしばしば日本最初のジャズバンドだと言われている。ハタノ・オーケストラは東京音楽学校の卒業生たちにより1912年に結成された。彼らはサンフランシスコへの船旅の中で一部の音楽を吸収したが、主としてはダンスバンドであった。1920年代初頭、大阪と神戸の繁栄した歓楽街を中心に、フィリピン人の演奏を基に生まれた日本ジャズの実践が現れ始めた。1924年には大阪市にすでに20のダンスホールがあり、そこで日本生まれのジャズミュージシャンはプロとして演奏できる初めての機会を得た。トランペット奏者の南里文雄 (1910 - 1975) は、演奏スタイルによって国際的に賞賛された最初の日本人である。1929年に南里は上海にわたりテディ・ウェザーフォードと共演し、そして1932年にはアメリカツアーを行った。日本に帰国後、南里はアメリカ式のスウィングバンドである「南里文雄とホットペッパーズ」として何枚もレコードを出した。
ダンスミュージックとしての初期のジャズにおける「アメリカらしさ」と人気は、保守的な日本のエリートたちに懸念を抱かせた。1927年になると、大阪府はダンスホールの閉鎖につながるような厳しい取り締まりを実施した。多くの若いミュージシャンはジャズの拠点を東京に移した。そこでは大手レコード会社のお抱えジャズオーケストラに職を見つけた者もいた。1930年代、人気作曲家である服部良一と杉井幸一ははっきりと日本風のジャズを作ることで、批判されがちなジャズの性質を克服しようとした。彼らは古い日本の民謡や演劇の歌にジャズのタッチを加えた作品を作った。さらに日本をテーマとし、よく知られている伝統的なメロディにも似た新しいジャズソングを作った。1933年には、現在まで続く中で日本最古のジャズ喫茶・ちぐさが横浜市にオープンした。それから、ジャズ喫茶はダンスホールに代わって人気を博し、熱心な聴衆を相手に最新のジャズレコードをかけ、ときおりライブ演奏を催すこともあった。
一方で服部の曲は、論争を呼ぶこともあり、特に顕著なのが、服部が中野忠晴リズムボーイズに提供した「タリナイ・ソング」（1940年）である。当時日本で広まっていた食料や資材の不足に対する風刺を題材とした同楽曲は、政府検閲官たちの怒りを買い、即座に発売禁止処分を受けた。
第二次世界大戦中ジャズは敵性音楽とされ、日本では禁止されていたものの、ジャズの人気は衰えず、禁止は完全には成功しなかった。ジャズ風の歌曲は、時には愛国的な歌詞を伴って、引き続き演奏された。第二次世界大戦後、連合国による占領 (1945 - 1952) は、日本人のジャズミュージシャンが現れる新たなきっかけとなった。アメリカ軍の兵士たちが故郷で聴いた音楽を熱望したからである。1948年、ピアニストの穐吉敏子 (1929 - ) はプロのジャズミュージシャンをめざして上京した。コージーカルテット結成後、軍楽隊のリーダーとして横浜に赴任していたハンプトン・ホーズが彼女の存在に気づく。さらに、彼女はオスカー・ピーターソンから注目されるようになった。1956年に穐吉はボストンのバークリー音楽学校で学び、その後バップピアニストとして、またビッグバンドのリーダーとして世界的な成功を収めた 。

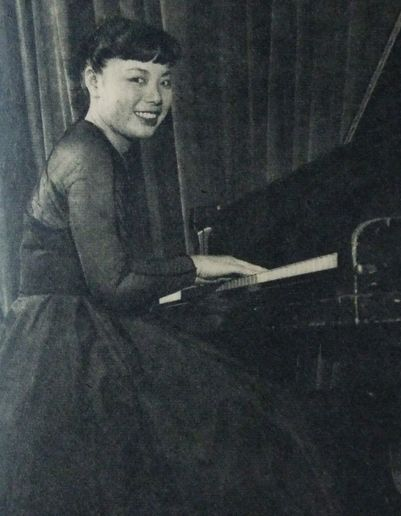
穐吉敏子（1955年撮影）

1950年代の終わりには日本のジャズシーンが再び栄え、続く数十年間で活発なフリー・ジャズが最大の成長を遂げた。評論家の副島輝人は、1969年を日本のフリージャズの転機になった年だとしている。ドラマーの富樫雅彦、ギタリストの高柳昌行、ピアニストの山下洋輔と佐藤允彦、サクソフォニストの阿部薫、ベーシストの吉沢元治、トランペッターの沖至などの音楽家が重要な役割を果たしたからである。。穐吉敏子のコージーカルテットの一員だった渡辺貞夫も、国際的な評判を得ている。このほかにも、川崎燎、中村照夫、タイガー大越、小曽根真といったジャズプレイヤーもまた、国際的な評判を得ている。彼らの多くはアメリカで広くツアーを行い、演奏や教育のためにアメリカに移住した人もいた 。

## ジャズと日本文化
日本のジャズはしばしばアメリカと日本両方の解説者から、独創性がない、またアメリカのジャズの価値のない偽物などと批判されてきた。1960年代、彼らの見下した態度に対して日本のジャズアーティストたちは、自らの音楽に「日本らしい風味」を加え始めた。アメリカに移住した穐吉敏子は、夫であり古くからの共演者であるルー・タバキンとともに率いていた秋吉敏子＝ルー・タバキンビッグバンドのための作曲に日本文化を取り入れるようになった。『孤軍』(1974)では初めて鼓などの日本伝統の楽器を使用した。また『ロング・イエロー・ロード』では日本の伝統的な雅楽のメロディを翻案したものが使われている("Children in the Temple Ground")。穐吉から禅とジャズの類似について説明を受けたジャズライターのウィリアム・マイナーは、禅の美学が佐藤允彦や他の日本人ジャズアーティストの音楽の中にも感じられると言った 。

## 近年の発展

### 2000年代

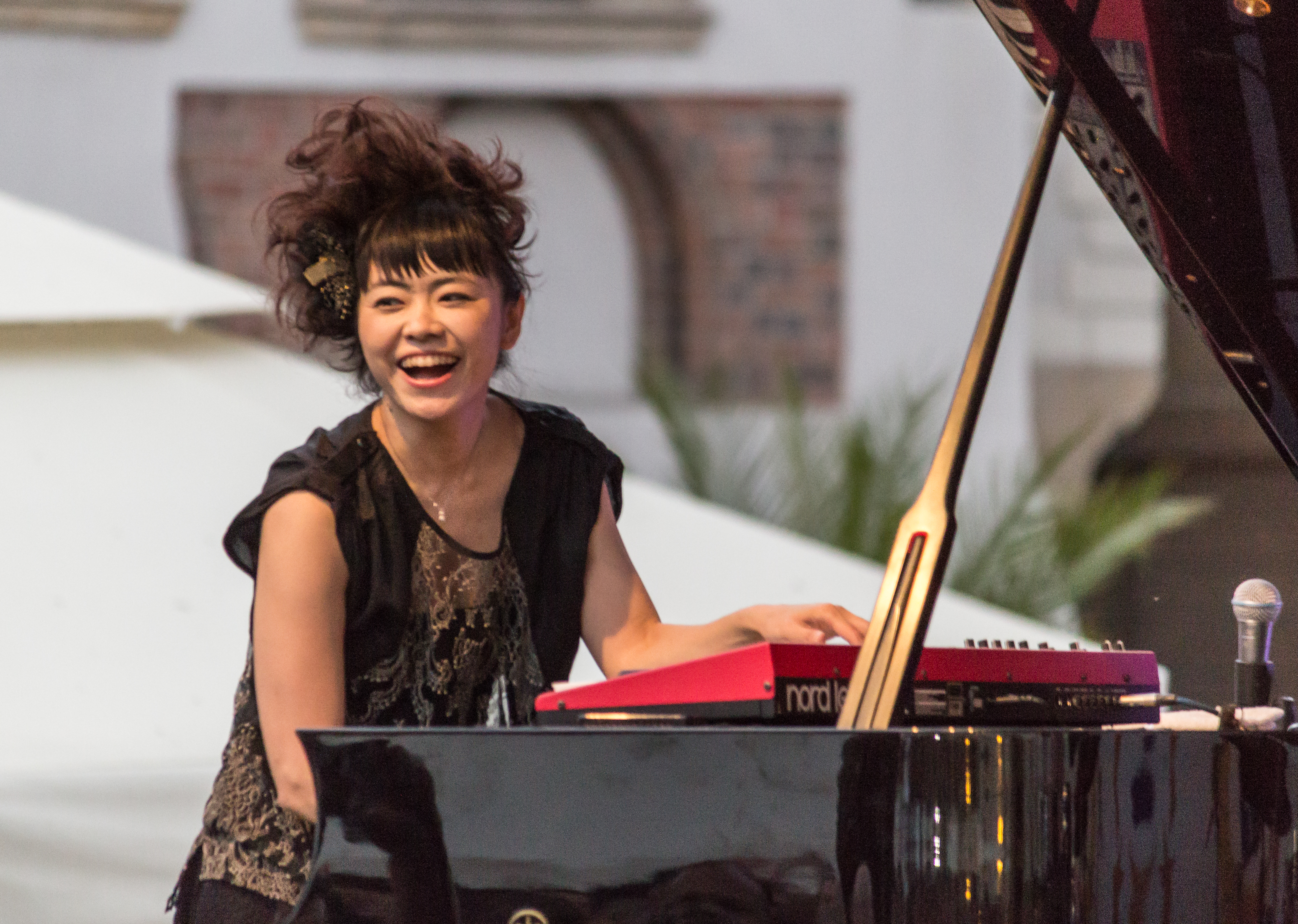
上原ひろみ

21世紀の初め、東京は小規模ながら熱のあるジャズコミュニティーであり続けた。ジャズシンガー兼ピアニストの綾戸智恵は、黒人アメリカ人のボーカルジャズをまねることでさらに多くの聴衆（国内・国外ともに）をつかむことができた。2004年にブルーノート・レコードは、17歳のメインストリーム兼バップピアニストの松永貴志の自作曲を収録したアルバム、『Storm Zone』をリリースした。松永貴志は2008年に『地球は愛で浮かんでる』も発表した。
2005年、日本のジャズグループのSOIL&"PIMP"SESSIONSは、フルデビューアルバム『Pimp Master』をリリースし、その楽曲は海外のDJから注目を集めた。
その中には、アシッド・ジャズの分野で有名なイギリスのDJジャイルス・ピーターソンもおり、4月に来日した際に同バンドの曲を気に入った彼は、自身が受け持っていたBBCラジオ1の『WORLD WIDE』にて頻繁に取り上げ、リスナーからも大きな反響を得ていた。彼のオファーを受け、バンドは同年9月の『WORLD WIDE』に出演した。また、バンドは番組収録後に行われたピーターソンが主宰するイベントにも参加したほか、旧東ドイツのベルリンにあるクラブCAFE MOSKAUでもパフォーマンスを行った。
そして、同年末、BBCラジオ1が主催するWORLDWIDE MUSIC AWARDS 2005にて、バンドは「The John Peel“Play More Jazz”Award」を受賞した。
大阪を拠点に活動するカルテットのIndigo jam unitの曲は、伝統的なジャズとニュージャズとが、特徴的なビートと流れるようなジャズピアノによってタイトかつ力強く混ざり合ったサウンドだと評価された。彼らは2015年に11枚目のアルバム『Lights』をリリースした後、翌年の夏をもって解散すると告知した。
ジャズピアニストの上原ひろみは2003年に『Another Mind』でデビューして以来世界的な評価を獲得してきた。同作は北アメリカと日本で好評を受け、日本では10万枚の大ヒットを記録して日本レコード協会から日本ゴールドディスク大賞のジャズ・アルバム・オブ・ザ・イヤーを受賞した。2009年、彼女はピアニストのチック・コリアと共演し、そのコンサートは二枚組のライブアルバム『デュエット』に収録された。またヘッズ・アップ・インターナショナルのベーシスト、スタンリー・クラークがリリースした『ジャズ・イン・ザ・ガーデン』にも参加しており、同作にはチック・コリアの元ドラマーであるレニー・ホワイトも共演した。
翌年、上原はクラークが発表した『スタンリー・クラーク・バンド フィーチャリング 上原ひろみ』にも引き続き参加しており、同作はその年のグラミー賞において最優秀コンテンポラリー・ジャズ・アルバムを受賞した。
さらにその翌年の2011年、上原はアンソニー・ジャクソンとサイモン・フィリップスと共に三重奏プロジェクト、THE TRIO PROJECTを始め、このプロジェクトの名前で4作のアルバムをリリースした。彼女は近年、ジャズミュージシャンと共演するだけでなく、矢野顕子やDREAMS COME TRUE、東京スカパラダイスオーケストラ、新日本フィルハーモニー交響楽団など、有名なJ-popミュージシャンやバンド、オーケストラとコラボしている。

### 2010年代
2011年、ピンク・マルティーニと由紀さおりがコラボレーションしたアルバム『1969』が日本のiTunesアルバムチャート、アメリカのiTunesジャズアルバムチャート、カナダのiTunesワールドチャートで1位を記録した。
2012年、ポスト上原ひろみと呼ばれるジャズピアニストの桑原あいが初の自主制作アルバム『from here to there』をリリースした。その5年後、彼女はアメリカ人のジャズドラマーであるスティーヴ・ガッドとベーシストのウィル・リーとコラボしたアルバム『somehow, someday, somewhere』を発表した。
ジャズドラマーであり作曲家でもある石若駿は日野皓正や東京ニューシティ管弦楽団、テイラー・マクファーリン、ジェイソン・モランなどの有名な音楽家のレコーディングやプロジェクトに参加してきた。彼は2015年に現代クラシック音楽やヒップホップ、ストレート・アヘッド・ジャズの要素を組み合わせたデビューアルバム『CLEANUP』をリリースした。このアルバムは日本の二大ジャズ雑誌、『JAZZ JAPAN』と『ジャズライフ』からそれぞれ「今年のアルバム新人賞」と「今年のジャズアルバム2015」を獲得した 。2016年には、井上銘（ギター）と須川崇志（ベース）と3人で組んだ石若駿クリーンナップ・トリオとして、カート・ローゼンウィンケルと共演する形でブルーノート東京に出演した。
さらにその後、このトリオにオーストラリア人トランペッターのニラン・ダシカが加入し、CLNUP4（クリーンナップ・カルテット）に改名された。

## 関連文献
- Renée Cho, Jazz Is My Native Language: A Portrait of Toshiko Akiyoshi, New York: Rhapsody Films, 1986.
- E. Taylor Atkins “Can Japanese sing the blues? 'Japanese jazz' and the problem of authenticity”, in Timothy J. Craig (ed.) Japan Pop!: Inside the World of Japanese Popular Culture, Armonk, N.Y.: M.E. Sharpe, 2000.
- E. Taylor Atkins, Blue Nippon: Authenticating Jazz in Japan, Durham: Duke University Press, 2001.
- Teruto Soejima, Free Jazz in Japan: A Personal History, Nara: Public Bath Press, 2018.